# Peritrechus angusticollis
Peritrechus angusticollis är en insektsart som först beskrevs av Sahlberg 1848. Enligt Catalogue of Life ingår Peritrechus angusticollis i släktet Peritrechus och familjen Rhyparochromidae, men enligt Dyntaxa är tillhörigheten istället släktet Peritrechus och familjen fröskinnbaggar. Arten är reproducerande i Sverige. Inga underarter finns listade i Catalogue of Life.